# Duncannon (Wexford)
Duncannon (en gaèlic irlandès  Dún Canann, que vol dir «la fortificació de Conan» potser es refereix al Conán mac Morna dels Fianna) és una vila d'Irlanda, al comtat de Wexford, a la província de Leinster. Sobre la vila domina el Fort de Duncannon, que limita a l'oest amb el port de Waterford i se situa en un promontori rocós que s'endinsa en el canal.
L'economia tradicional es basa en la pesca però darrerament Duncannon també depèn en gran manera del turisme i es troba en la ben senyalitzada i pintoresca Anella de Hook. La platja de Duncannon és força popular i darrerament ha rebut la Bandera blava.
El Fort de Duncannon, que va ser construït en 1588, incorpora un museu marítim, un centre d'arts, cafeteria i botiga d'artesania, i està obert tots els dies per als visitants de juny a setembre. S'ofereixen visites guiades. Va ser el lloc de les primeres escenes de la nova versió del 2002  El Comte de Montecristo, protagonitzada per Jim Caviezel i Richard Harris.

## Transport
La ruta 370 del Bus Éireann enllaços Duncannon amb New Ross, Waterford i Wellingtonbridge. Hi ha molts autobusos diaris llevat els diumenges. L'estació de ferrocarril més propera és la de Waterford, a uns 22 kilòmetres de la via de ferri Ballyhack - Passage East.

## Història
Segons la llegenda, l'assentament de Duncannon data de l'època de Fionn mac Cumhaill (pop: Finn McCool) i dels llegendaris Fianna del segle iii.
Duncannon era d'una importància estratègica vital i el seu fort situat a la badia controla l'accés al port de Waterford i per això va tenir una participació central en guerres i setges durant els segles xvii i xviii.
Durant les Guerres confederades d'Irlanda (1641-1652), el fort de Duncannon fou ocupat inicialment per soldats anglesos i usat com a base per a atacar el proper Redmond's Hall (ara Loftus Hall). Durant aquest període fou assetjada tres cops. En 1645 fou presa per l'exèrcit confederat irlandès sota comandament del general Thomas Preston. La guarnició anglesa es va rendir després d'un llarg bombardeig durant el qual el seu comandant fou mort i un vaixell que intentava portar-los queviures fou enfonsat (vegeu setge de Duncannon). Durant la Conquesta d'Irlanda per Cromwell Duncannon fou assetjada novament com a part del setge de Waterford, inicialment en novembre de 1649 per Oliver Cromwell i Michael Jones. La guarnició irlandesa del fort es va reforçar i el setge fou abandonat el desembre. Tanmateix, en juliol de 1650 Henry Ireton renovà el setge i tant el fort com la vila es rendiren després de la caiguda de Waterford quan ja s'havien acabat els queviures i subministraments.
En la Guerra Guillemita d'Irlanda (1689-1691) Jaume II, després de la seva derrota a la batalla del Boyne, embarcà a Duncannon cap a Kinsale per a exiliar-se a França. Més tard el seu gendre i enemic Guillem d'Orange, marxà sobre la ciutat i el fort es va rendir sense resistència.
El fort de Duncannon fou un dels pocs llocs del comtat de Wexfortd que no va caure en mans dels rebels durant la rebel·lió irlandesa de 1798 tot i que una força enviada des del fort per defensar Wexford fou derrotada en la batalla de Tres Roques. El fort i la vila esdevingueren aleshores un santuari per als lleialistes fugits i tropes dle sud de Wexford i també fou usada com a presó i lloc d'execució de rebels sospitosos.
La importància estratègica de Duncannon continuà sent reconeguda durant el segle xix. Napoleó Bonaparte va buscar i obtenir informació sobre les seves fortaleses i debilitats en vistes a una possible invasió d'Irlanda.
El fort de Duncannon fou usat com a caserna i camp d'entrenament del FCA (exèrcit reservista irlandès) fins fa pocs anys.